# 12:08 Jenseits von Bukarest
12:08 Jenseits von Bukarest ist eine rumänische Filmkomödie aus dem Jahr 2006. Regisseur ist Corneliu Porumboiu, der auch das Drehbuch schrieb und als Produzent fungierte.

## Handlung
Zum 16. Jahrestag der Rumänischen Revolution will der lokale Fernsehsender der 300 km nordöstlich von Bukarest gelegenen Kleinstadt Vaslui am 22. Dezember 2005 eine Livediskussion veranstalten. Thema der Sendung sollen die Beiträge der Bewohner des Städtchens zur Revolution vor 16 Jahren sein, konkret die Frage, ob in Vaslui am 22. Dezember 1989 vor oder nach 12:08 gegen die Regierung protestiert wurde – um 12:08 floh Diktator Nicolae Ceaușescu mit einem Hubschrauber aus Bukarest und machte so den Weg frei für die Einführung der Demokratie. Nachdem mehrere potenzielle Interviewpartner abgesagt haben, bleiben dem Produzenten und Moderator Virgil Jderescu neben sich selbst nur noch zwei Teilnehmer: Der dem Alkohol zugeneigte Geschichtslehrer Tiberiu Manescu und der vereinsamte Rentner Emanoil Piscoci.
Alle drei Teilnehmer der Show sind mit der Situation überfordert. Es kristallisiert sich außerdem heraus, dass ihre Erinnerungen möglicherweise trügen. Manescu versucht, sich selbst als Revolutionär darzustellen, und gibt an, am Vorabend mit anderen auf einem zentralen Platz der Stadt gegen die Regierung demonstriert zu haben. Zuschauer können während der Sendung das Studio anrufen, und ein Anrufer behauptet, am fraglichen Ort zur fraglichen Zeit lediglich eine Gruppe krakeelender Betrunkener wahrgenommen zu haben. Die Teilnehmer der Show und die Anrufer präsentieren jeweils eigene, individuelle Erinnerungen an den fraglichen Tag, und was am 22. Dezember 1989 tatsächlich in Vaslui passierte, obliegt am Ende der Meinung des Zuschauers.

## Entstehungsgeschichte
Inspiration für Regisseur Porumboiu war eine Fernsehsendung von 2001, in der drei Personen über die Geschehnisse um 12:08 am 22. Dezember 1989 diskutierten. Sein Hauptmotiv war es, anhand der Pluralität der Erinnerungen aufzuzeigen, dass „historische Realität nicht existiert“.
Gedreht wurde in Vaslui und Bukarest. Die Stadt Vaslui, in der 12:08 Jenseits von Bukarest spielt, ist die Heimatstadt von Porumboiu. Während der Dreharbeiten schrieb der Regisseur regelmäßig nachts das Drehbuch um, um die schauspielerische Leistung der drei Hauptdarsteller besser einzubinden. Die Musik des Films stammt von der Brassband Fanfara Rotaria aus Vaslui. Der rumänische Originaltitel A fost sau n-a fost? bedeutet auf Deutsch etwa War es oder war es nicht? und bezieht sich auf die Frage, ob die Stadt Vaslui einen Anteil an der Rumänischen Revolution 1989 hatte.
Premiere hatte 12:08 Jenseits von Bukarest bei den Filmfestspielen von Cannes im Mai 2006. Bis zu seinem rumänischen Kinostart im September desselben Jahres wurde der Film auf diversen weiteren Festivals gezeigt.
| Datum              | Festival                                  | Ort         | Land               |
| ------------------ | ----------------------------------------- | ----------- | ------------------ |
| 24. Mai 2006       | Internationale Filmfestspiele von Cannes  | Cannes      | Frankreich         |
| 2. Juni 2006       | Transilvania International Film Festival  | Cluj        | Rumänien           |
| 2. Juli 2006       | La Rochelle Film Festival                 | La Rochelle | Frankreich         |
| 4. Juli 2006       | Internationales Filmfestival Karlovy Vary | Karlsbad    | Tschechien         |
| 1. September 2006  | Telluride Film Festival                   | Telluride   | Vereinigte Staaten |
| 8. September 2006  | Toronto International Film Festival       | Toronto     | Kanada             |
| 16. September 2006 | Helsinki International Film Festival      | Helsinki    | Finnland           |
| 17. September 2006 | Antalya Golden Orange Film Festival       | Antalya     | Türkei             |
| 22. September 2006 | Copenhagen International Film Festival    | Kopenhagen  | Dänemark           |
| 29. September 2006 | Reykjavik International Film Festival     | Reykjavik   | Island             |

Die Kinopremiere fand am 29. September 2006 in Rumänien statt. Der Film spielte bei einem Budget von 200.000 Euro international knapp 500.000 Euro ein.

## Rezeption
| Wertungen        |       |
| Austin Chronicle | 3,5/5 |
| Time Out         | 5/5   |
| Metawertungen    |       |
| Rotten Tomatoes  | 96 %  |

Die Rezensionsdatenbank Rotten Tomatoes aggregiert 47 Rezensionen zu einem Mittelwert von 96 %. Die ARD sah „eine gelungene Farce um die ungeleistete Vergangenheitsbewältigung, die Identitätsprobleme und auch die Narben nicht nur dieses Städtchens, sondern einer ganzen Nation“. Der Austin Chronicle bezeichnete den Film als „gut gespielte, mit sicherer Hand dirigierte Komödie“ und zog in Bezug auf lange, ruhige Kameraeinstellungen Vergleiche zum Frühwerk von Jim Jarmusch. Der US-amerikanische Chicago Reader notierte einen trockenen, minimalistischen Humor. Der Film tendiere dazu, alles und jeden mit einer gehörigen Portion Skepsis zu betrachten. Cineuropa bezeichnete den Film als „eine der originellsten und intelligentesten Komödien der letzten Jahre“ und ein „ironisches und bissiges Portrait des heutigen Rumänien“. Der britische Evening Standard merkte an, Porumboius filmischer Blick auf seine kleine Heimatstadt sei „ironisch, aber nicht ohne Sympathie“. Sein Film sei ein „lustiges, exzentrisches und wunderbares Zeugnis für die Selektivität und Scheinheiligkeit der Erinnerungen“. Der San Francisco Chronicle urteilte, 12:08 Jenseits von Bukarest sei ein schlauer, augenzwinkernder Film, der zunächst einfach gestrickt erscheine, jedoch über Subtilität und brillante Komplexität verfüge. Das internationale Magazin Time Out sah zurückhaltenden, trockenen Humor. Der Film beginne langsam und mit langen Kameraeinstellungen, nehme aber ab dem Beginn der Fernsehsendung, die scheinbar vom „inkompetentesten Kameramann der Welt“ aufgezeichnet würde, deutlich Fahrt auf.
2006 gewann der Film als bester Debütfilm die Auszeichnung Caméra d’Or bei den Filmfestspielen von Cannes. Weitere Auszeichnungen waren vier der fünf wichtigsten Preise (bester Film, bester Regisseur, bestes Drehbuch, bester männlicher Hauptdarsteller) bei den Premiile Gopo (dem nationalen Filmpreis Rumäniens) 2007, der „Goldene Schwan“ für den besten Film beim Copenhagen International Film Festival sowie der Filmpreis des Transilvania International Film Festival.